# 外交革命
外交革命（がいこうかくめい、独: Umkehrung der Allianzen, 仏: Révolution diplomatique, 英: Diplomatic Revolution）は、1756年に起こったヨーロッパの国際外交における重大な転換を指す。具体的には17世紀以来の対立関係・宿敵であったハプスブルク家とブルボン家が、七年戦争の前に同盟を結んだことである。背景には、イギリスとフランスの200年に及ぶ世界的抗争（第2次百年戦争）と、ハプスブルク＝ロートリンゲン家になってからのオーストリアと新興プロイセンの抗争という、2つの対立軸がある。

## ブルボン・ハプスブルク両家の確執

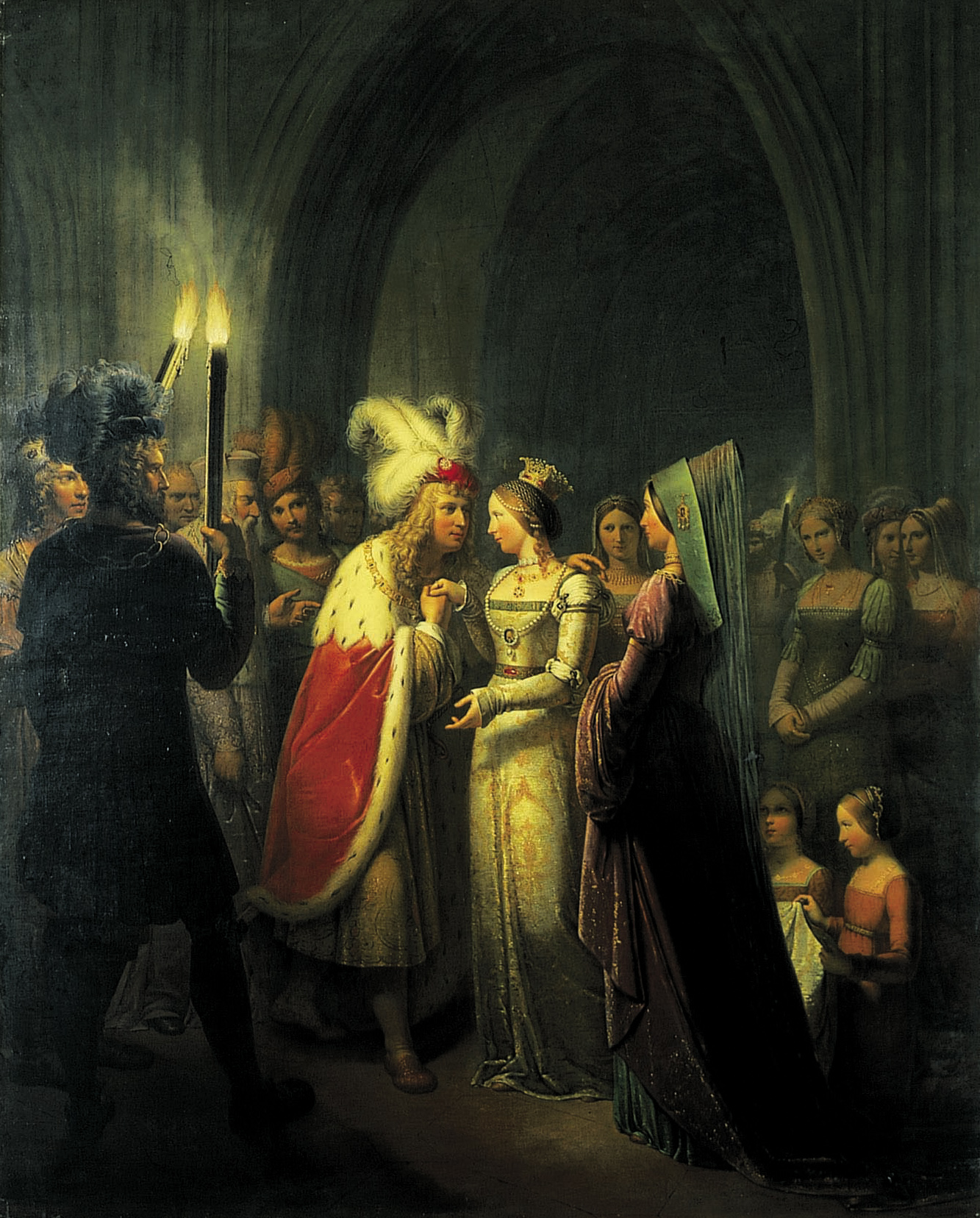
マクシミリアンとマリーの結婚（19世紀画）

オーストリアとフランスの対立は、15世紀にさかのぼる。ハプスブルク家の神聖ローマ皇帝マクシミリアン1世が、ブルゴーニュの後継者マリーと結婚しフランスを撃破した。またマリーの死後、フランス側がフランス王ルイ11世の扇動によりブルゴーニュ公としての権限を失ったマクシミリアンの娘マルガレーテ（マルグリット）を誘拐同然にシャルル8世の王妃に据えておきながら、マクシミリアン1世のアンヌ・ド・ブルターニュとの再婚を阻みアンヌと結婚した上、マルグリットを人質として留め置いた。これらから、両国の確執が始まっている。あるいはマリーの父シャルル突進公とルイ11世、更にはヴァロワ・ブルゴーニュ家とフランス王家との対立を、婿入りしたハプスブルク家が受け継いだとも言える。
15世紀末から16世紀にかけては、イタリア戦争においてハプスブルク家のカール5世とヴァロワ家のフランソワ1世が対立している。16世紀初め、カール5世がスペイン王カルロスとしてハプスブルク家から迎えられ、スペイン・ハプスブルク朝が始まった。これによりフランスは東西のハプスブルク勢力から挟撃される状態となり、長い間両家は何重にも婚姻を重ねつつも宿敵の関係にあった。フランスがブルボン朝に交代してからも、17世紀後半から18世紀初頭にかけてのルイ14世の侵略戦争が、ハプスブルク家領を脅かしていた。
17世紀前半の三十年戦争でも、フランスは旧教国でありながら反ハプスブルクの新教諸勢力と結んだ。また18世紀のスペイン継承戦争、ポーランド継承戦争、オーストリア継承戦争でも、両国は敵同士として戦った。

## 「外交革命」の背景

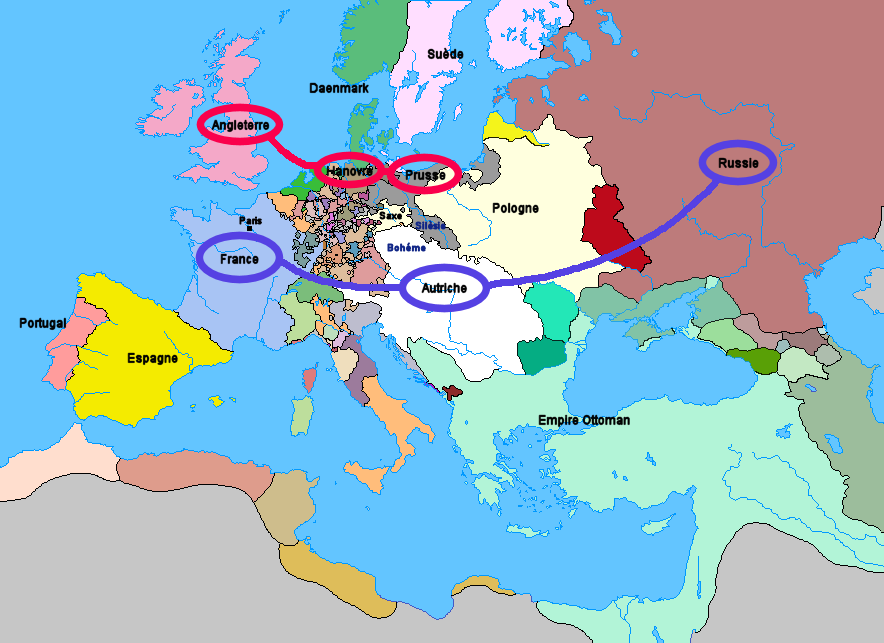
同盟の構造

### ハプスブルク家
1740年から1748年にかけてのオーストリア継承戦争で、オーストリア＝ハプスブルク家は新興のプロイセンに敗北し、シュレージエン地方を喪失した。この敗北による衝撃は当時のオーストリア宰相カウニッツなどに、主要な敵はそれまで長らく抗争を続けてきたフランスよりもプロイセンである、という認識を抱かせることになった。またこの戦争での態度から、それまでの主要な同盟相手だったイギリスにも不信感を抱いた。これらのことが、オーストリア＝ハプスブルク家がフランス＝ブルボン家へ接近を図る要因となった。このことが後にドイツ諸侯の失望を招き、ハプスブルク離れの遠因となる。

### ブルボン家
一方で、当初フランス＝ブルボン家はオーストリア＝ハプスブルク家との連携に積極的ではなかった。ブルボン家とハプスブルク家の連携に転じた理由は、以下のような国際関係の理解から求められる。
オーストリア継承戦争で、反ハプスブルク家のプロイセンをフランスは支援した。一方、新大陸・インドなどでフランスと対立していたイギリス（イギリス帝国）は、オーストリアを支援する姿勢を見せていた。従って、イギリスとプロイセンは対立関係にあった。こうした中、ドイツ・ハノーファー選帝侯国の出身であるイギリス国王ジョージ2世は、プロイセンがハノーファー領に危害を与えることを懸念した。プロイセンの牽制を図ったイギリスは、1755年にロシアとサンクトペテルブルク協約を締結。プロイセンがハノーファー領を攻撃した場合、ロシアがプロイセンを攻撃することを取り決めた。これを恐れたプロイセンはイギリスに接近し、翌1756年1月16日の第4次ウェストミンスター条約でハノーファー領を攻撃しないことを約した。
以上の経緯から、フランスと対立関係にあるイギリスに接近していったプロイセンに対し、フランスは裏切られたという印象を受けた。こうして1756年5月1日にヴェルサイユ条約が成立し、ブルボン家とハプスブルク家の間に防御同盟が成立した。その帰結として、フランス王太子（後のルイ16世）とオーストリア皇女マリー・アントワネット（マリア・テレジアの娘）との婚姻に繋がった。

## 外交革命の推進
「外交革命」を推進したのは、マリア・テレジアの信任厚いカウニッツ伯である。カウニッツはオーストリア継承戦争後に駐仏大使として赴任し、ルイ15世の宮廷で実力をふるっていた王の愛妾ポンパドゥール夫人を動かし、仏墺同盟に踏み切らせた。

## 影響と歴史的意義

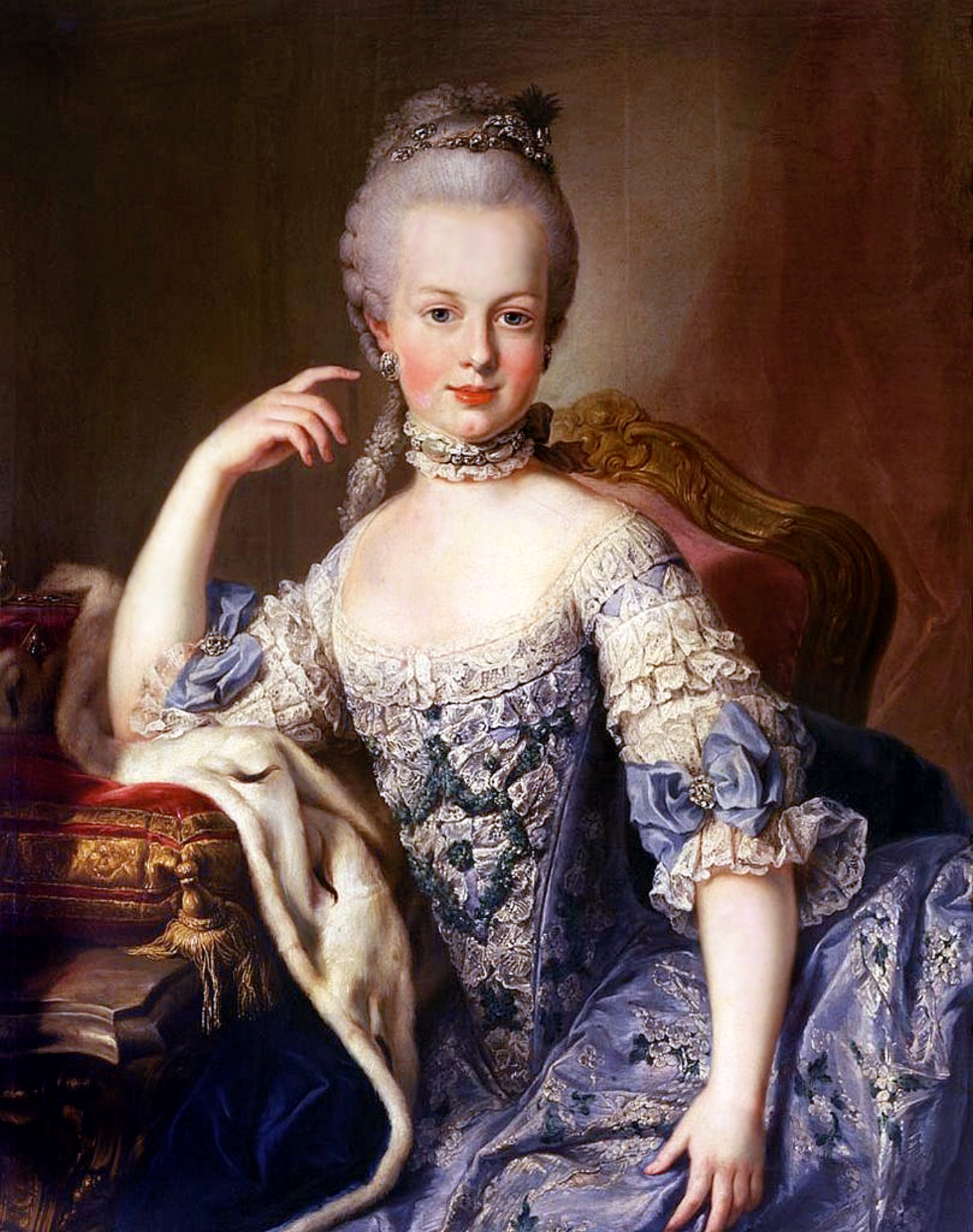
オーストリア皇女時代のマリー・アントワネット

17世紀以来、ブルボン家（フランス）にとって最大の敵はハプスブルク家（オーストリア）と考えられていた。そのためフランス外交の基本路線は、ドイツやイタリアの諸国、ポーランド、スウェーデン、オスマン帝国というオーストリアに隣接する国との間で同盟関係を結び、オーストリア＝ハプスブルク家を牽制し、場合によっては武力を行使するというものであった。「外交革命」は、こうした1世紀以上に渡って続いた国際関係の基本的枠組みに、重大な変更をもたらした。そこには、植民地と貿易を巡るイギリスとの長期的な対立があった。またプロイセンの台頭も、両国にとっては懸念材料だった。「外交革命」後に起こった七年戦争では、ブルボン・ハプスブルクの両家が同盟関係を結び、イギリス・プロイセンと戦ったのである。
これによって、反ハプスブルク家のもとに周辺諸国が連携するという構造は完全に崩壊した。フランスにとって、オーストリアを挟撃するためにもポーランドは重要な友好国であったが、七年戦争後にプロイセンの主導でポーランド分割が行われるなど、従来の国際秩序はいっそう再編が進むことになった。
1770年、フランス王太子ルイとマリー・アントワネットの結婚が成立している。